# Praia do Mosqueiro
Mosqueiro é a última praia de Aracaju, no sentido sul, nos limites da cidade com o Rio Vaza-Barris. Situada no povoado de mesmo nome e a 20 km da Orla de Atalaia, a Praia do Mosqueiro é uma das mais bonitas e visitadas de Aracaju. De lá, partem os passeios de catamarã que levam a pequenas ilhas - entre elas, a Croa do Goré e a Ilha dos Namorados - e à cidade de São Cristóvão. A Orla do Pôr do Sol, que fica em Mosqueiro, é um dos melhores lugares da capital para apreciar o entardecer.

## Descrição
A praia do Mosqueiro fica a cerca de 22 km ao sul de Aracaju, em Sergipe. Localizada junto à foz do rio Vaza Barris, a praia tem areias claras e finas. Além disso, tem uma grande faixa de areia grossa mas dourada, e dependendo do tempo, o mar poderá formar algumas ondas. No entanto, mesmo com algumas ondas, as águas são transparentes, sendo ideal para quem quer tomar um bom banho de mar e para a prática de esportes como o windsurf.
Considerada uma das praias mais extensas da cidade, é também conhecida por sua tranquilidade e beleza natural. De clima agradável, costuma receber um bom número de turistas durante a alta temporada, que aproveitam para relaxar e repor as energias. É uma boa opção para passar bons momentos, seja com a família ou amigos. No verão, jovens aproveitam para jogar futebol ao entardecer, enquanto algumas famílias fazem um pic-nic na sombra de um dos coqueiros do lugar.
É uma praia com aspecto paradisíaco, com uma cenário estonteante com muitos coqueiros. Há alguns bares na orla. Quase todos de ótima qualidade e atendimento. Ainda na região do Mosqueiro (porém do outro lado do povoado mosqueiro) encontramos a orla pôr do sol que é mais ou menos o ponto de retirada onde você escolhe um Catamarã que irá levá-lo para Croa do Goré e Ilha dos Namorados.